# Hans F. K. Günther
Hans Friedrich Karl Günther (16. února 1891 Freiburg – 25. září 1968 Freiburg) byl německý rasový vědec a eugenik. Učil na univerzitách v Jeně, Berlíně a Freiburgu. Napsal spoustu knih a esejů o rasové teorii. Byl členem nacistické politické strany NSDAP.
Günther byl synem hudebníka. Studoval na univerzitě Alberta-Ludvíka ve Freiburgu. Chodil na přednášky zoologie a geografie. V roce 1911 strávil semestr v Sorbonně v Paříži. Doktorátu dosáhl roku 1914. Téhož roku narukoval do první světové války. Byl raněn a poté neschopen boje, takže sloužil u Červeného kříže.
Po válce v roce 1919 začal se svou spisovatelskou kariérou. Napsal polemickou práci nazvanou Ritter, Tod und Teufel. Der heldische Gedanke („Rytíř, smrt a ďábel. Hrdinská myšlenka“) - přepracoval tradiční německý pohanský romantický nacionalismus do formy biologického nacionalismu. Tato práce zaujala i Heinricha Himmlera.
V roce 1922 Günther studoval na univerzitě ve Vídni a pracoval v muzeu v Drážďanech. V roce 1923 se přestěhoval do Skandinávie a žil tam se svou druhou manželkou, která byla Norka. V roce 1935 se stal profesorem na univerzitě v Berlíně, kde učil o rase, biologii člověka a venkovskou etnografii. Od roku 1940 do roku 1945 působil jako profesor na univerzitě Alberta-Ludvíka.
Získal spoustu ocenění. V roce 1935 byl prohlášen za svou vědeckou práci „pýchou NSDAP“. V roce 1940 získal medaili za umění a vědu od Adolfa Hitlera. V březnu roku 1941 byl přijat jako čestný host na konferenci Alfreda Rosenberga o studii židovské otázky.
Po druhé světové válce byl Günther umístěn v internačních táborech po dobu tří let.
Günther evropskou populaci rozdělil do šesti rasových skupin - Nordický typ (Nordische Rasse), Fálský typ (Fälische Rasse), Baltický typ (Ostbaltische Rasse), Dinárský typ (Dinarische Rasse), Alpínský typ (Ostische Rasse) a Mediteránní typ (Westische Rasse). Podle Günthera byl Nordický rasový typ zakladatelem vlivných kultur téměř po celém světě.

## Dílo
- 1920: Ritter, Tod und Teufel
- 1922: Rassenkunde des deutschen Volkes, 16. Aufl. 1933
- 1924: Rassenkunde Europas, 3. Aufl. 1927
- 1925: Kleine Rassenkunde Europas, 3. Aufl. 1929
- 1925: Der Nordische Gedanke unter den Deutschen, 2. Aufl. 1927
- 1926: Adel und Rasse, 2. Aufl. 1927
- 1926: Rasse und Stil
- 1929: Rassengeschichte des hellenischen und des römischen Volkes
- 1930: Rassenkunde des jüdischen Volkes
- 1933: Volk und Staat in ihrer Stellung zu Vererbung und Auslese
- 1934: Die nordische Rasse bei den Indogermanen Asiens
- 1934: Die Verstädterung, 3. Aufl. 1938
- 1934: Frömmigkeit nordischer Artung
- 1935: Herkunft und Rassengeschichte der Germanen
- 1940: Formen und Urgeschichte der Ehe
- 1941: Gattenwahl zu ehelichem Glück und erblicher Ertüchtigung
- 1941: Das Bauerntum als Lebens- und Gemeinschaftsform
- 1942: Bauernglaube. Zeugnisse über Glauben und Frömmigkeit der deutschen Bauern
- 1951: Formen und Urgeschichte der Ehe; Die Formen der Ehe, Familie und Verwandtschaft und die Fragen einer Urgeschichte der Ehe, Gattenwahl
- 1956: Lebensgeschichte des hellenischen Volkes, 2. Aufl. 1965
- 1957: Lebensgeschichte des römischen Volkes, 2. Aufl. 1966
- 1959: Der Begabungsschwund in Europa (unter dem Pseudonym Ludwig Winter)
- 1961: Entstellung und Klärung der Botschaft Jesu (unter dem Pseudonym Heinrich Ackermann)
- 1966: Platon als Hüter des Lebens
- 1967: Vererbung und Umwelt
- 1969: Mein Eindruck von Adolf Hitler